# Schenefeld (Kreis Pinneberg)
Schenefeld  er en by i det nordlige Tyskland, beliggende under Pinneberg Amtkreds i delstaten Slesvig-Holsten. Byen har 17.949 indbyggere (30. nov. 2006)[kilde mangler] og ligger sydøst for Pinneberg, sydvest for Halstenbek og nordvest for Hamborg.
Floden Düpenau løber gennem byen.